# Norddjurs

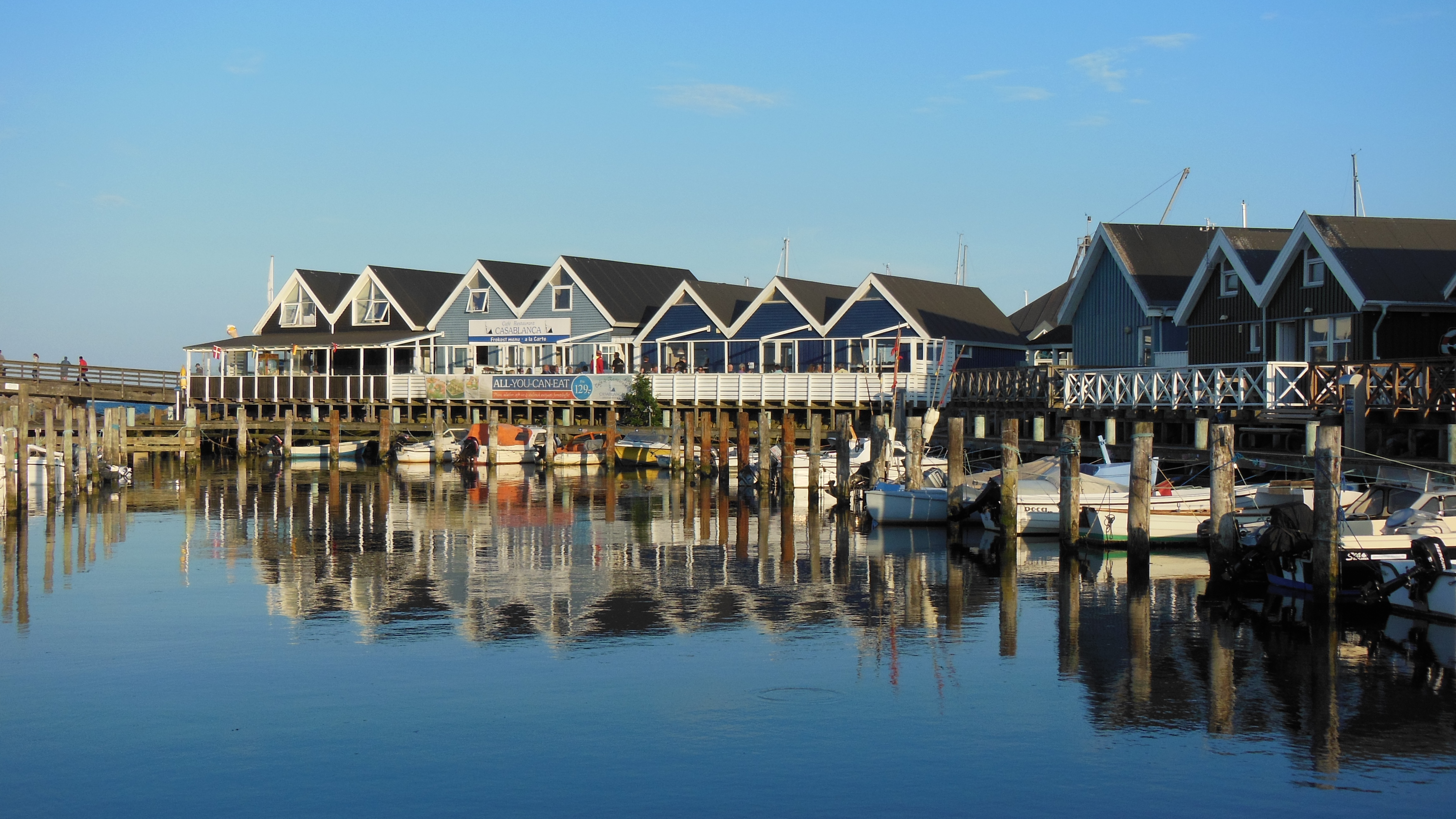

Norddjurs est une commune du Danemark, située dans la région du Jutland-Central.

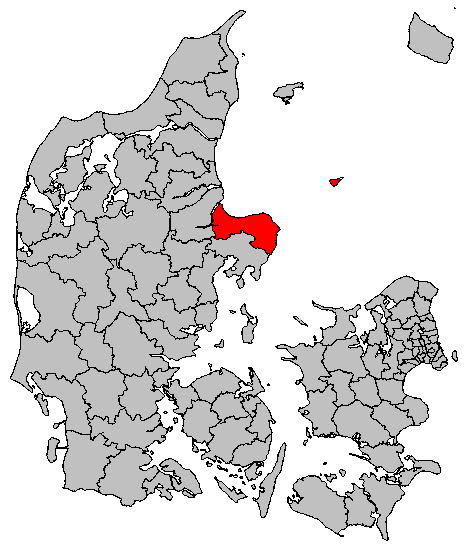
La commune de Norddjurs

## Géographie
La commune a été créée à la suite de la réforme administrative du 1er janvier 2007, en réunissant les anciennes communes de Grenå, Nørre Djurs, Rougsø (avec la ville d’Allingåbro) et la partie orientale de Sønderhald (l’autre partie allant à la commune de Randers).
Elle comprend aussi l’île d’Anholt, pour une superficie totale de 721,18 km2. Elle comptait 37 925 habitants en 2014.

## Politique
Sur cette commune s’est trouvé, à Allingåbro, le siège du parti politique nommé Mouvement de Juin.
| Période          | Période          | Identité      | Étiquette              | Qualité |
| ---------------- | ---------------- | ------------- | ---------------------- | ------- |
| 1er janvier 2007 | 31 décembre 2009 | Torben Jensen | Borgerlisten Norddjurs |         |
| 1er janvier 2010 | En cours         | Jan Petersen  | Social-démocrate       |         |